# Роптрии

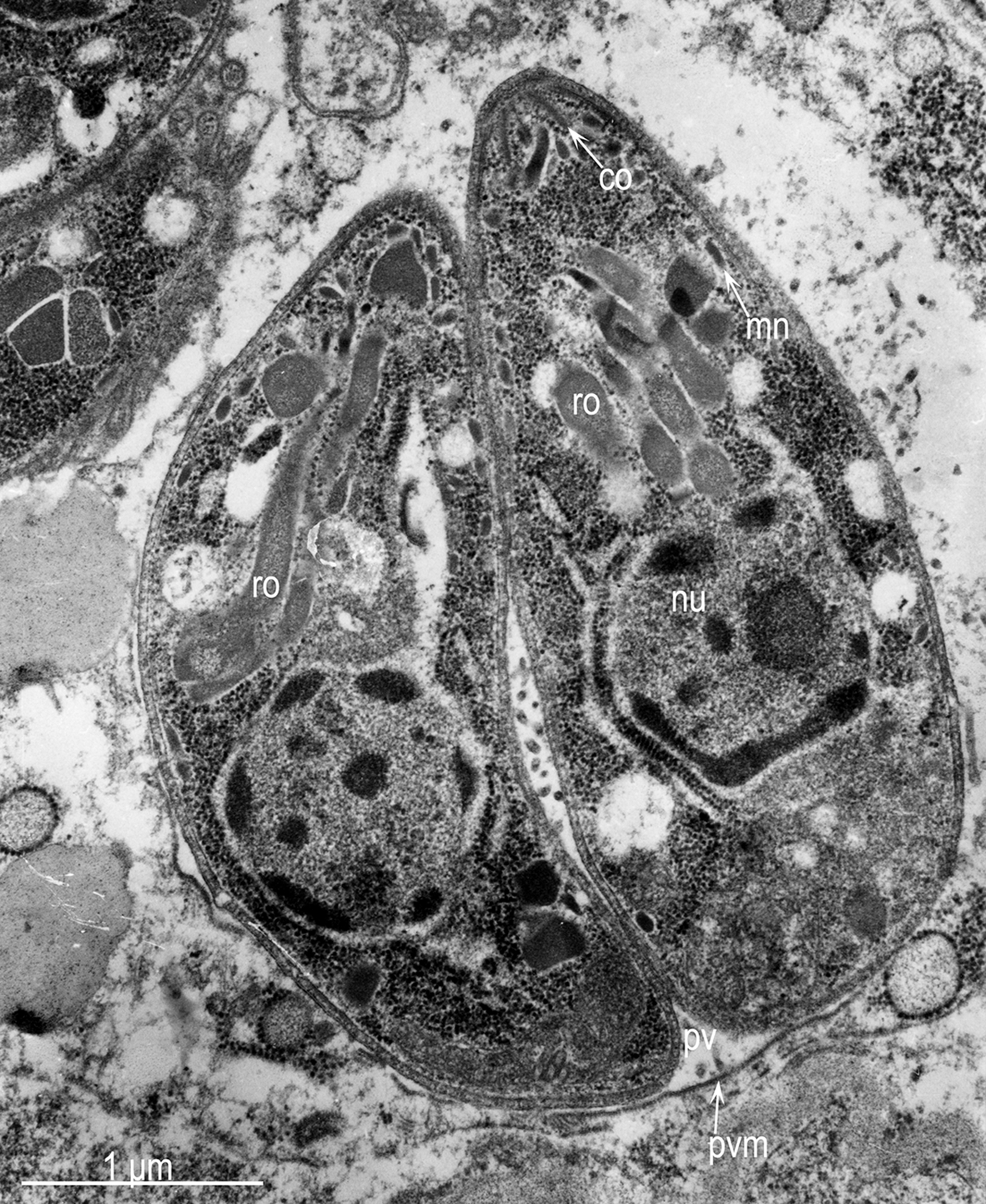
Тахизоиты Toxoplasma gondii, просвечивающая электронная микроскопия Роптрии: ro

Роптрии — специализированные секреторные органеллы, свойственные представителям типа Apicomplexa. Имеют форму булавовидных органелл, соединённых тонкими шейками на апикальном полюсе паразита. Они могут различаться по числу и по форме и содержат многочисленные ферменты, которые высвобождаются в процессе проникновения паразита в клетки хозяина. Роптрии также способствуют образованию особой паразитифорной («несущей паразита») вакуоли, в которой впоследствии и будет находиться паразит. Субклеточное фракционирование позволило выявить более 30 белков роптрий. Эти белки делят на две группы: ROP, расположенные во вздутой задней части, и RON, которые находятся в шейке — суженной передней части органеллы. Некоторые белки встраиваются в мембрану паразитофорной вакуоли. Одной из функций этих белков является подавление иммунитета хозяина.